# Espíntar de Corint

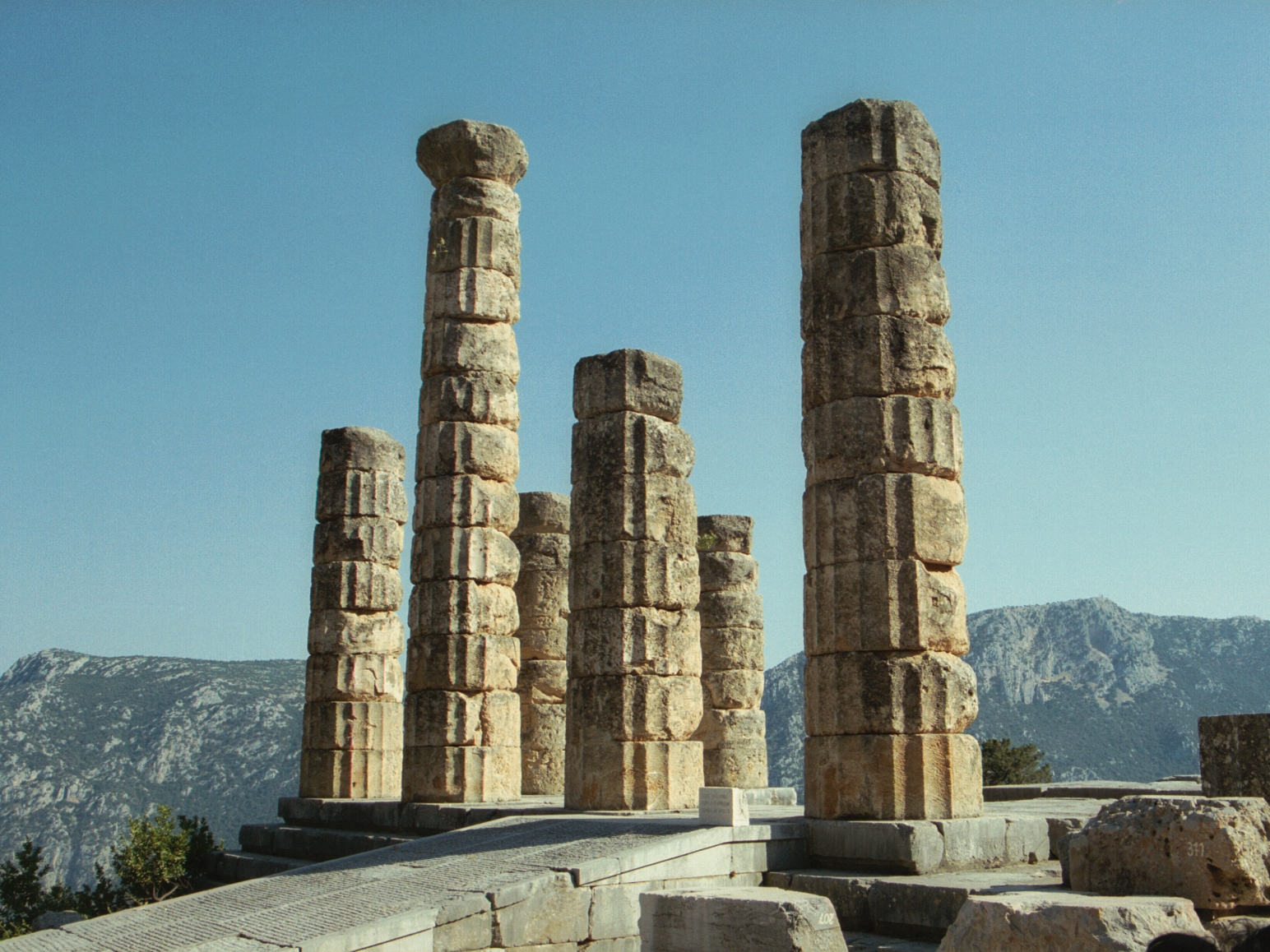
Restes de l'antic temple d'Apol·lo a Delfos, construït per Espíntar.

Espíntar (en grec antic: Σπίνθαρος, llatí: Spintharus) fou un arquitecte nascut a Corint que va començar a reconstruir el gran temple d'Apol·lo de Delfos després de la seva destrucció a causa del foc del 548 aC, segons que explica Pausànias. El temple es va acabar cap al 480 aC i, per tant, segurament no era el mateix arquitecte qui va acabar l'obra.